# Lakerten
Lakerten (deutsch: „unter dem Laken“) ist die Bezeichnung einer ethnischen Minderheit von Fahrenden im Großherzogtum Luxemburg und seinen ehemaligen Provinzen.
Die Lakerten gehören zu der großen Familie der Jenischen und sind kulturell mit den Quinqui aus Spanien und den Pavees aus Irland verwandt.

## Geschichte
Die Lakerten sind Luxemburger Fahrende, die bis ins 13. Jahrhundert nachweisbar sind und eine eigene Sprache unter sich gebrauchten, das sogenannte Lakerschmus, was eine regionale Variante der Jenischen Sprache ist, die vom Moselfränkischen beeinflusst ist und in der ganzen Luxemburg-Eifel-Hunsrück-Gegend bis nach Arlon und Lothringen gesprochen wird. Im Laufe der großen Hungersnöte des 15. und 16. Jahrhunderts wanderten Teile der moselfränkischen Bevölkerung nach Siebenbürgen (Rumänien) aus. Unter ihnen waren auch viele Jenische, die in Quellen der Donauschwaben im Banat „Deitsche Zigeiner“ genannt wurden. Im Laufe des 18. und 19. Jahrhunderts kamen die Nachkommen dieser Auswanderer nach Luxemburg und in die Eifel zurück. In Planwagen reisten sie an und ließen sich in den Vororten der großen Städte nieder. Da sie keine festen Wohnsitze hatten, hausten sie in Holz- beziehungsweise Planwagen. Und weil diese Wagen mit Planen, luxemburgisch Laken, zugedeckt waren, nannten die übrigen Bürger diese Rückwanderer „Lakerten“, die in Laken Schlafenden.
Die Hauptbeschäftigung der Lakerten lag im Sammeln von Lumpen, Alteisen und Knochen. Eine Bruderschaft der Lumpenkrämer wurde im 19. Jahrhundert ins Leben gerufen. Die Lumpenkrämer behielten die Bezeichnung Lakerten bei, was heute fälschlicherweise zu der Annahme führt, die Bezeichnung Lakerten käme vom Lumpenhandel. Das Hausieren und das Sammeln von Lumpen wurde gesetzlich geregelt. Einmal im Jahr, am 29. September, erwählten die Lumpenkrämer ihren Lumpenkönig. Dieser König war der offizielle Sprecher der Lakerten und unterhielt die Beziehung zur Obrigkeit, nämlich zu Staat und Kirche. Letzter gewählter König war ein gewisser Georgen aus Luxemburg Stadt.
Während der deutschen Besatzungszeit 1940–1945 wurde der Lumpenhandel untersagt. Nach der Befreiung des Großherzogtums 1945 wurde der Lumpenhandel wieder aufgenommen. Die Lakerten konzentrierten sich nun zunehmend auf den Alteisenhandel. Andere wurden Sesshafte, wieder andere wurden Kirmesleute oder Markthändler. Der Lumpenhandel funktionierte wie folgt: Die Menschen gaben den Sammlern ihre Altkleider, Alteisen etc. und erhielten Porzellanwaren dritter Qualität (Porzellanwaren mit Fabrikationsfehlern) zum Tausch.

## Gegenwärtige Situation
Heute sind nur noch ein Viertel der über 3000 Jenischen in Luxemburg fahrende Lakerten, also solche, die ein ambulantes Gewerbe ausüben. Wörter aus der Lakersprache oder dem Jenischen sind teilweise in den Luxemburger Sprachgebrauch übergegangen, was dazu führte, dass man heute fälschlicherweise das Weimerskircher Jenisch als eine alte Luxemburger Mundart ansieht.
Etliche Lakerten sind sich ihrer Wurzeln bewusst. Viele Nachkommen sind im Alteisenhandel, der Schaustellerei oder dem ambulanten Handel tätig.
Es existiert noch die Lakergruppe „Lompekréimer“ (zu deutsch: Lumpenkrämer) die versuchen, authentische jenische Musik zu machen, und viele Lieder in der Lakersprache komponieren.

### Bekannte Lakerten
- André Kaiser (geb. 1865), König der Kesselflicker
- Nici Wagner genannt Bolli, in den 80er Jahren noch Lumpensammler der mit Pferdegespann fuhr, eine lokale Berühmtheit
- de roude Nici, Scherenschleifer und lokale Berühmtheit aus Pfaffenthal
- Jean Clement, Clown und Circus Artist
- John Grün, Strong Man Artist
- Oliver Kayser, Musiker und Gründer der Gruppe 'Lompekréimer'
- Änder Bausch, lokaler Dichter aus Weimerskirch und Verfasser des Buches 'Mir dibbere Jéinesch'
- Pierre Liebaert, Gründer des größten Altmetallhandels in Luxemburg und letzter König der Lakerten